# FWER
FWER (ang. family-wise error rate) − jedna z miar błędów testowania, będąca prawdopodobieństwem popełnienia jednego lub większej liczby błędów I rodzaju (odrzucenie prawdziwej hipotezy zerowej) podczas wykonywania porównań wielokrotnych. FWER jest współczynnikiem umożliwiającym zmniejszenie prawdopodobieństwa popełnienia najczęstszych błędów popełnianych podczas testowania hipotez statystycznych, w związku z tym nazywana jest procedurą kontrolującą.
Aby zapewnić kontrolę nad FWER, podczas wykonywania porównań wielokrotnych stosuje się następujące procedury statystyczne:
- poprawka Bonferroniego
- poprawka Holma-Bonferroniego
- procedura Hochberga
- poprawka Šidáka[2]

Współczynnikiem podobnym do FWER jest tzw. współczynnik fałszywych odkryć (ang. false discovery rate), w skrócie FDR.